# Selo de Salomão

Versão do Selo de Salomão que influenciou a iconografia atual.

O Selo de Salomão ou Anel de Salomão (hebraico: חותם שלמה, Ḥotam Shlomo) é o lendário anel de sinete atribuído ao rei Salomão nas tradições místicas medievais, a partir do qual se desenvolveu paralelamente no misticismo judaico, no misticismo islâmico e no ocultismo ocidental.
É frequentemente representado na forma de um hexagrama ou de um pentagrama. Na tradição mística judaica e islâmica, o anel é descrito de várias maneiras como tendo concedido a Salomão o poder de comandar o sobrenatural, e também a capacidade de falar com os animais. Devido à sabedoria proverbial de Salomão, passou a ser visto como um amuleto ou talismã, ou um símbolo ou personagem na magia medieval e renascentista, no ocultismo e na alquimia.
O selo é o antecessor da Estrela de Davi, um símbolo judaico que, na vexilologia moderna aparece na Bandeira de Israel e Marrocos.

## História

Versão do Selo relacionada com a Goécia

As primeiras referências ao selo ou sinete de Salomão vêm de dentro das tradições judaicas. Ele é mencionado pela primeira vez pelo historiador judeu do primeiro século, Flávio Josefo,  e é similarmente referenciado pelo texto mágico judaico do terceiro século Sefer HaRazim,  e uma seção agádica do Tratado Gittin dentro do Talmude Babilônico também.  Paralelamente, um manual grego do primeiro século de magia judaico-cristã conhecido como Testamento de Salomão também faz referência ao Selo de Salomão.
Estudiosos judeus afirmam que a tradição do Selo de Salomão mais tarde chegou às fontes árabes islâmicas, como Gershom Scholem (o fundador do estudo acadêmico moderno da Cabala) atesta: "É difícil dizer por quanto tempo certos nomes definidos foram usados para vários dos selos mais comuns. Os árabes tornaram muitos desses termos especialmente populares, mas apenas os nomes Selo de Salomão e Escudo de Davi, que são frequentemente usados de forma intercambiável para os dois emblemas, remontam à magia judaica pré-islâmica. Não se originou entre os árabes que, incidentalmente, conhecem apenas a designação Selo de Salomão."  No entanto, outros estudiosos demonstraram uma ampla variedade de outras origens para seu uso, incluindo a Babilônia tardia, a escrita cuneiforme da antiga Mesopotâmia, os hieróglifos egípcios, a escrita sul-arábica antiga, o Tifinagh, o alfabeto grego antigo, o hinduísmo indiano e os gregos bizantinos.  
A lenda do Selo de Salomão foi desenvolvida posteriormente por escritores medievais do Oriente Médio, que relataram que o anel foi gravado por Deus e dado ao rei diretamente do céu. O anel era feito de latão e ferro, e as duas partes eram usadas para selar comandos escritos para espíritos bons e maus, respectivamente. Em um conto, um demônio — Asmodeus ou Sakhr — obteve posse do anel e governou no lugar de Salomão por quarenta dias. Em uma variante do conto do anel de Polícrates de Heródoto, o demônio eventualmente jogou o anel no mar, onde foi engolido por um peixe, capturado por um pescador caridoso, que sem saber o alimentou com o desalojado Salomão, restaurando-o ao poder. 